# Pănet
Pănet [ˈpənet] (veraltet Panetul de Câmpie, oder Panit; ungarisch Mezőpanit oder Panit) ist eine Gemeinde im Kreis Mureș in der Region Siebenbürgen in Rumänien.

## Geographische Lage

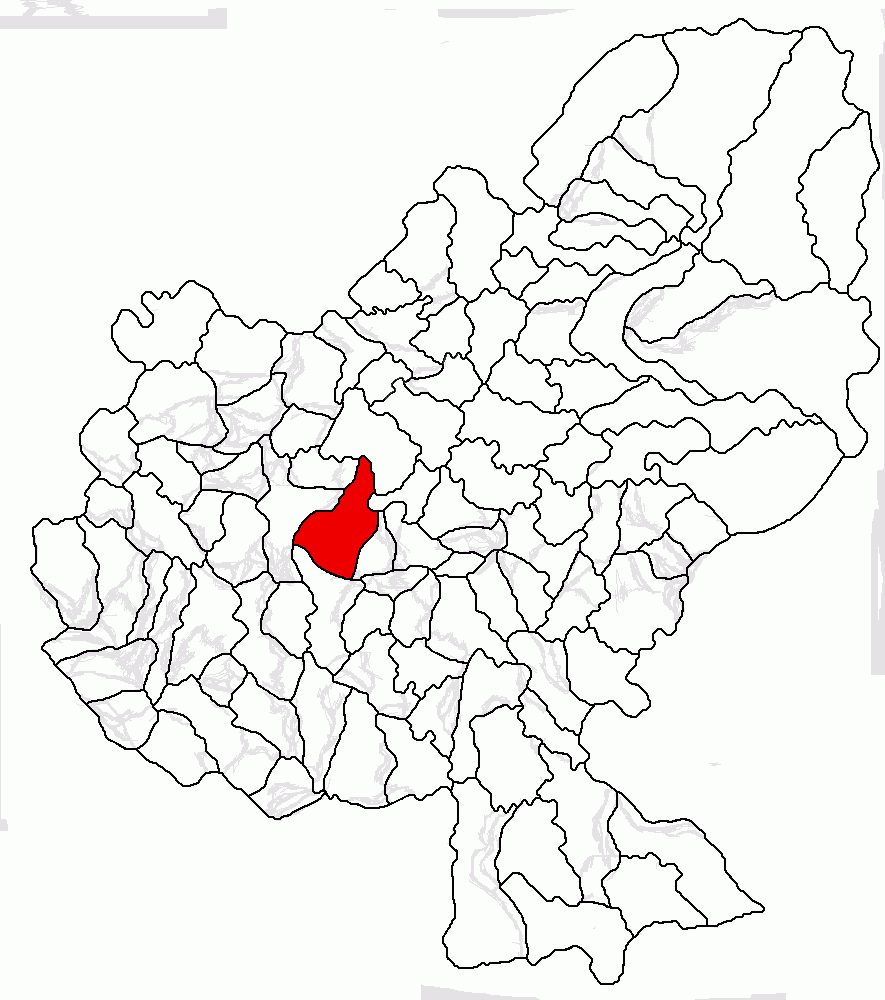
Lage der Gemeinde Pănet im Kreis Mureș

Die Gemeinde Pănet liegt in der Siebenbürgischen Heide (Câmpia Transilvaniei) – Teil des Siebenbürgischen Beckens – etwa in der Mitte des Kreises Mureș. Am Bach Cuieșd – ein rechter Zufluss des Mureș (Mieresch) – und der Kreisstraße (drum județean) DJ 154F befindet sich der Ort Pănet 12 Kilometer westlich von der Kreishauptstadt Târgu Mureș (Neumarkt am Mieresch); fünf Kilometer Luftlinie vom Flughafen Târgu Mureș entfernt.

## Geschichte
Der Ort Pănet von Szekler gegründet, wurde 1332 erstmals urkundlich erwähnt.
Im Königreich Ungarn gehörte der Ort dem Stuhlbezirk Maros alsó („Unter-Maros“) in der Gespanschaft Maros-Torda anschließend dem historischen Kreis Mureș und ab 1950 dem heutigen Kreis Mureș an.
Das Rathaus der Gemeinde wurde zwischen 2006 und 2008 errichtet und 2012 eingeweiht.
Da im Gemeindezentrum kein Trinkwassernetz vorhanden ist, wurde Mitte 2018 entschieden, dass hierfür fast sieben Kilometer Wasserleitungen verlegt werden müssten.

## Bevölkerung
Die Bevölkerung der Gemeinde Pănet entwickelte sich wie folgt:
| 1850 | 2.881 | 1.093 | 2.641 | - | 147            |
| 1930 | 5.124 | 965   | 4.001 | 4 | 154            |
| 1977 | 6.239 | 967   | 5.202 | 1 | 69             |
| 2002 | 5.994 | 732   | 4.863 | 1 | 398            |
| 2011 | 6.033 | 739   | 4.707 | 2 | 585            |
| 2021 | 5.725 | 1.049 | 4.076 | - | 600 (228 Roma) |

Seit 1850 wurde auf dem Gebiet der heutigen Gemeinde die höchste Einwohnerzahl und die der Magyaren 1977 registriert. Die höchste Anzahl der Rumänen wurde 1850, der Roma (531) 2011 und die der Rumäniendeutschen (14) wurde 1910 ermittelt.

## Sehenswürdigkeiten
- Im Gemeindezentrum die Holzkirche Sf. Arhangheli Mihail și Gavril[7] 1740 und der Glockenturm 1848 errichtet, stehen unter Denkmalschutz.[8]
- Das Holztor der reformierten Kirche in Pănet wurde nach Angaben des Rumänischen Kulturministeriums 1787 errichtet und steht unter Denkmalschutz.[8]
- Im eingemeindeten Dorf Cuieșd (ungarisch Székelykövesd), die reformierte Kirche im 17. Jahrhundert mit deren Turm 1800 errichtet,[9] steht unter Denkmalschutz.[8]
- Im eingemeindeten Dorf Hărțău (ungarisch Harcó), die reformierte Kirche im 18. Jahrhundert mit deren Turm 1818 errichtet,[10] und die Holzkirche Sf. Arh. Mihail și Gavril 1775 errichtet und 1824 erneuert,[11] stehen unter Denkmalschutz.[8]

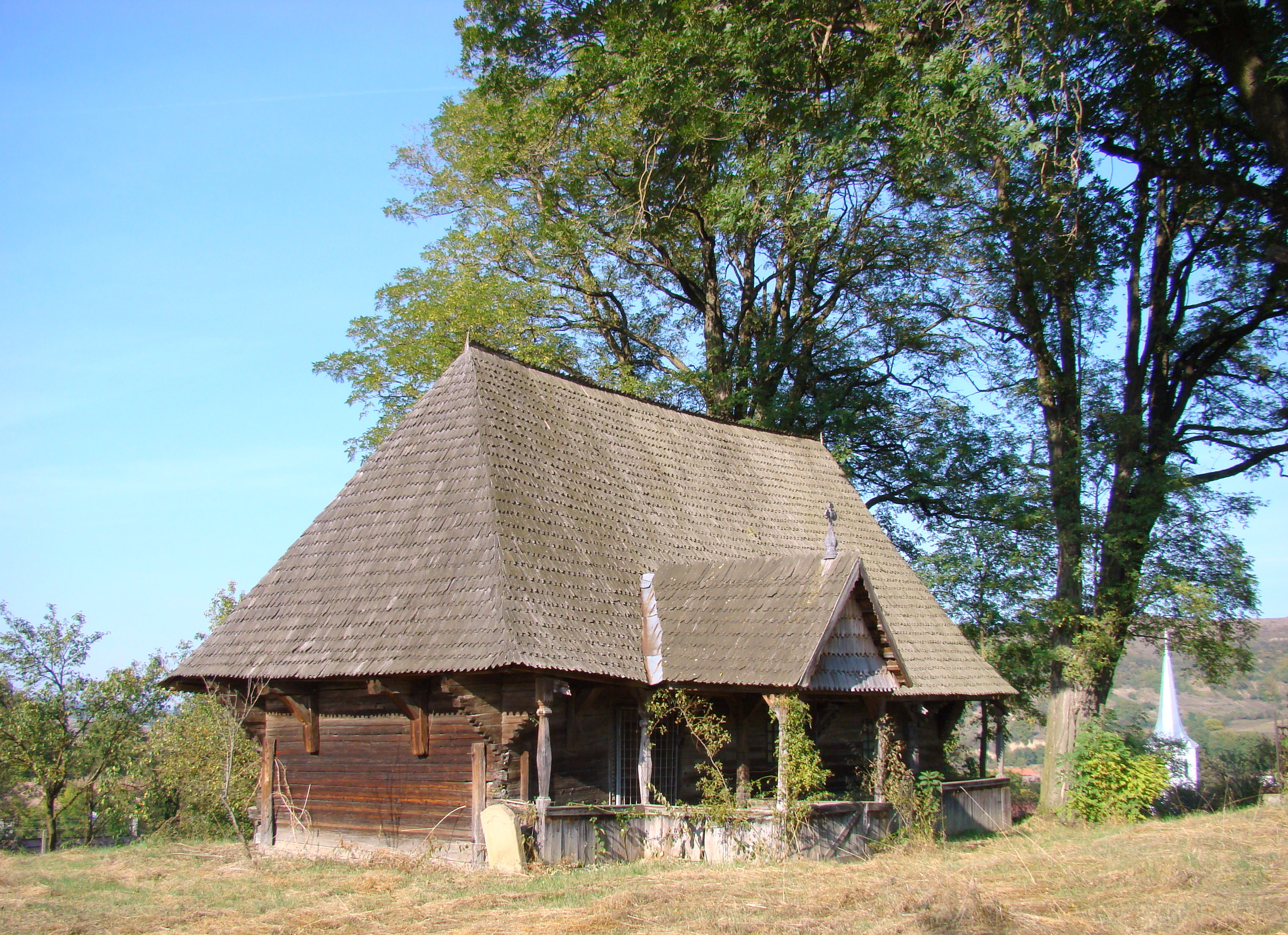
Holzkirche in Pănet
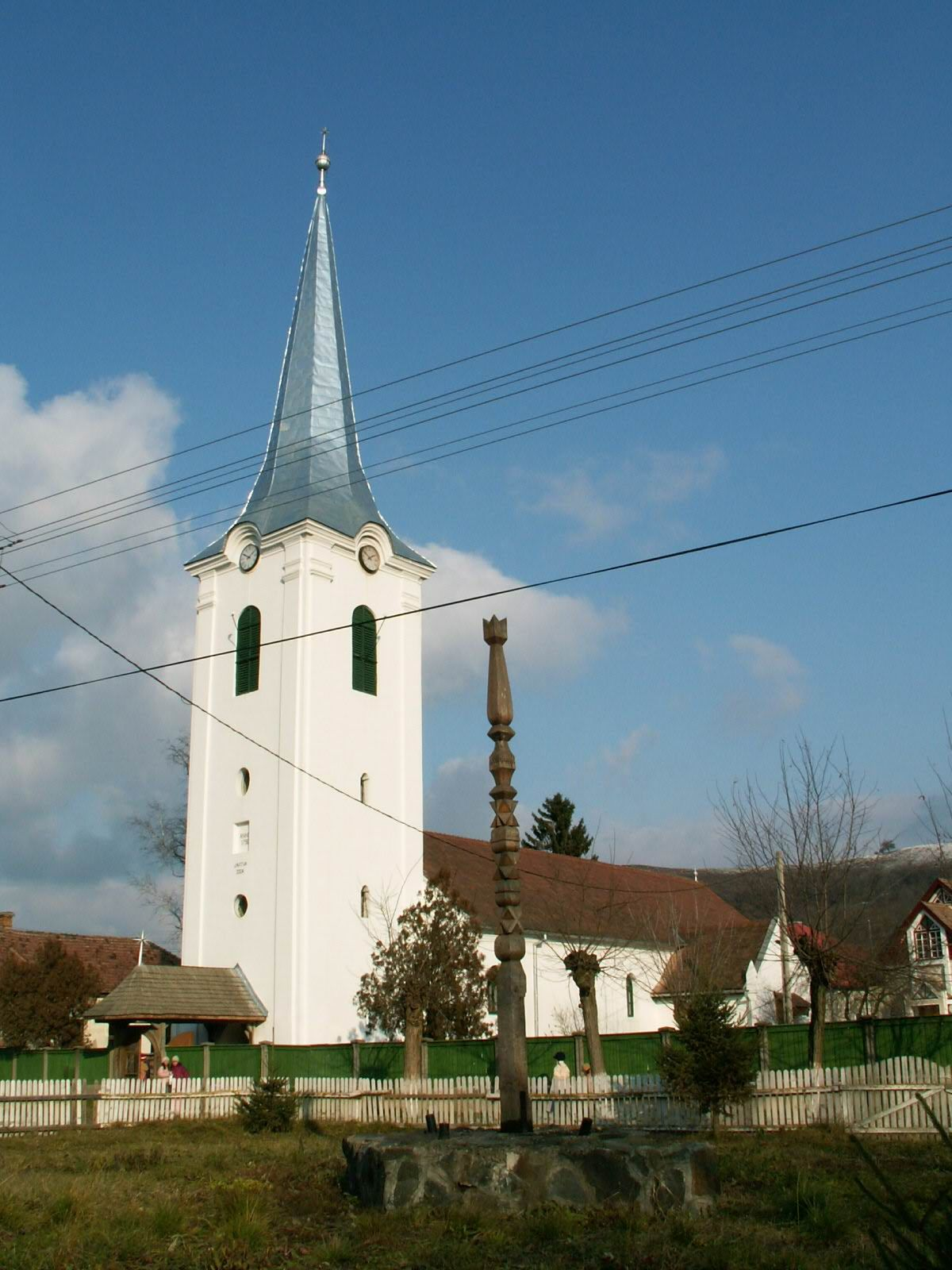
Kirche in Pănet
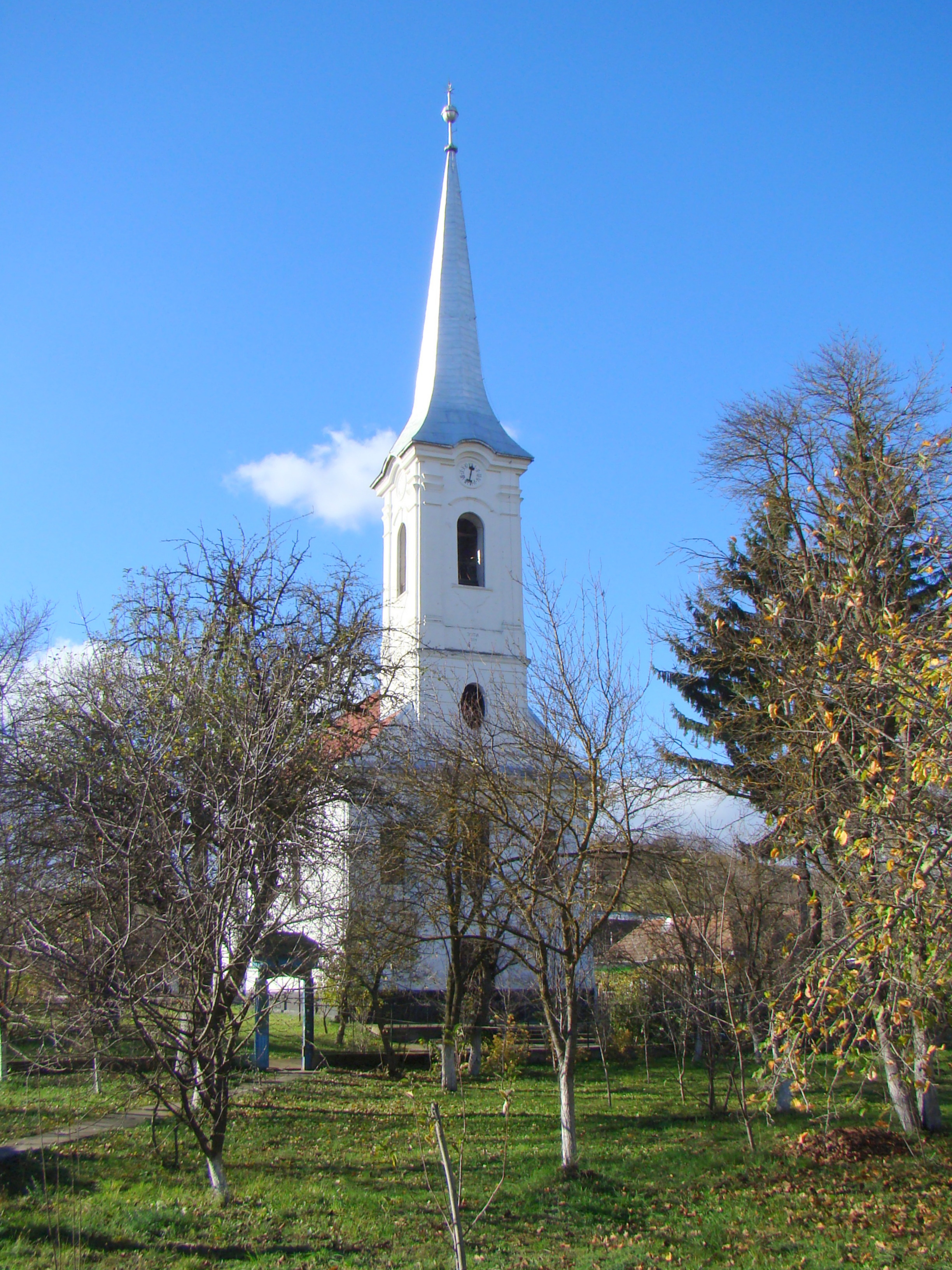
Kirche in Cuieșd
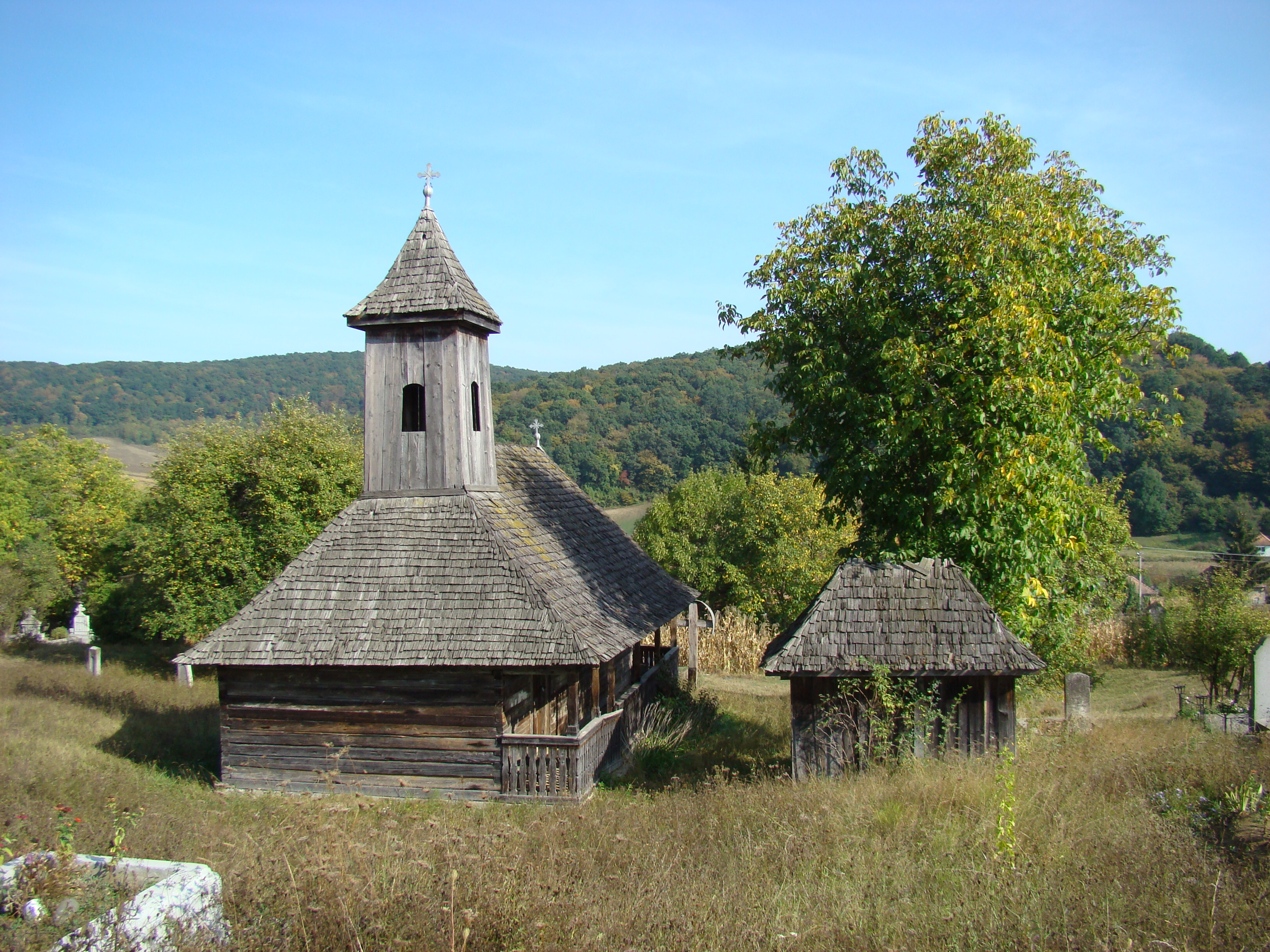
Holzkirche in Hărțău
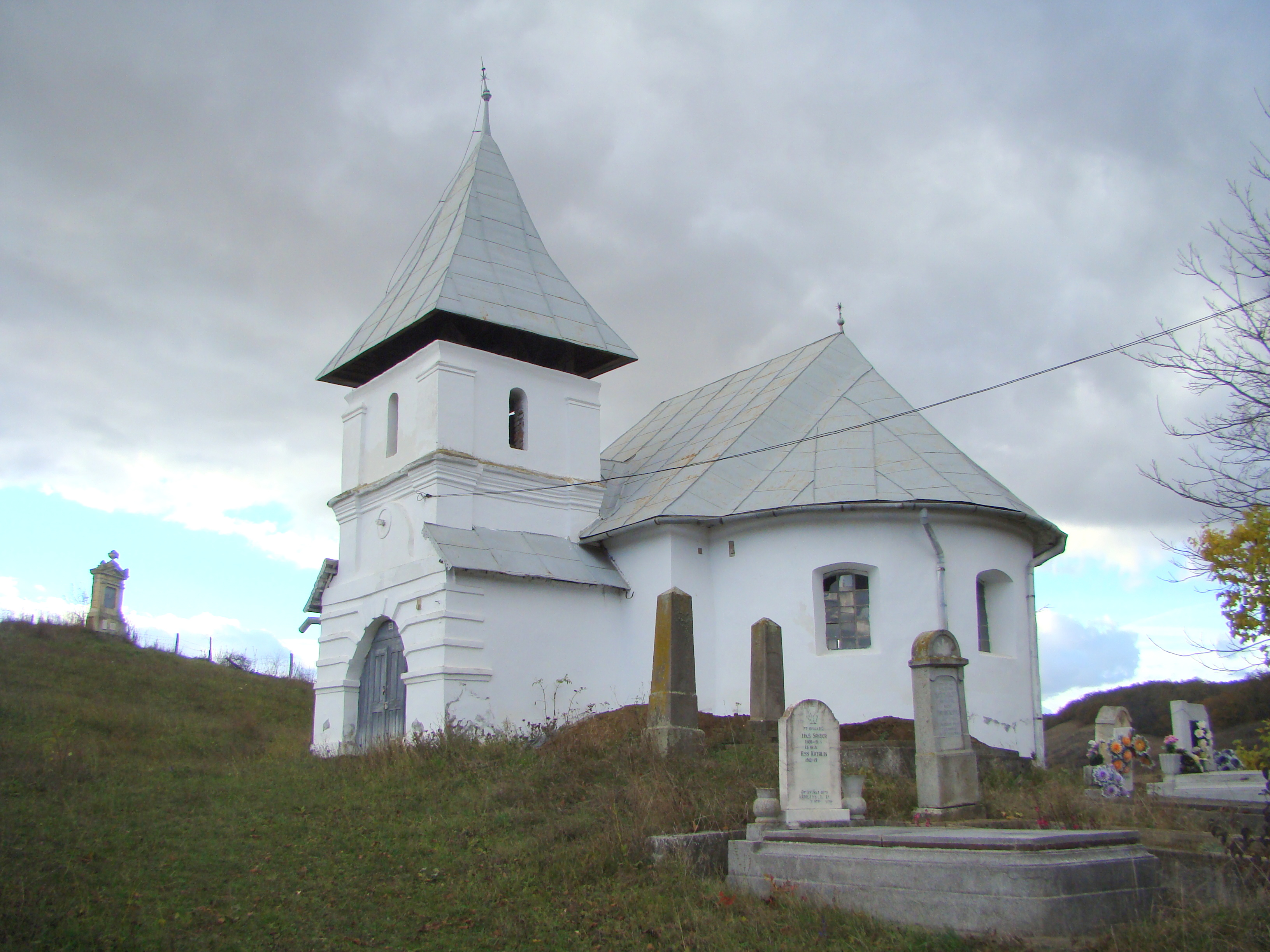
Kirche in Hărțău